# Гент (Кентаки)
Гент (енгл. Ghent) град је у америчкој савезној држави Кентаки.

## Демографија
По попису из 2010. године број становника је 323, што је 48 (-12,9%) становника мање него 2000. године.
| Група             | 2000.       | 2010.       |
| Белци             | 322 (86,8%) | 288 (89,2%) |
| Афроамериканци    | 22 (5,9%)   | 5 (1,5%)    |
| Азијати           | 0 (0,0%)    | 8 (2,5%)    |
| Хиспаноамериканци | 23 (6,2%)   | 11 (3,4%)   |
| Укупно            | 371         | 323         |